# Bolsa de Valores de Colombia

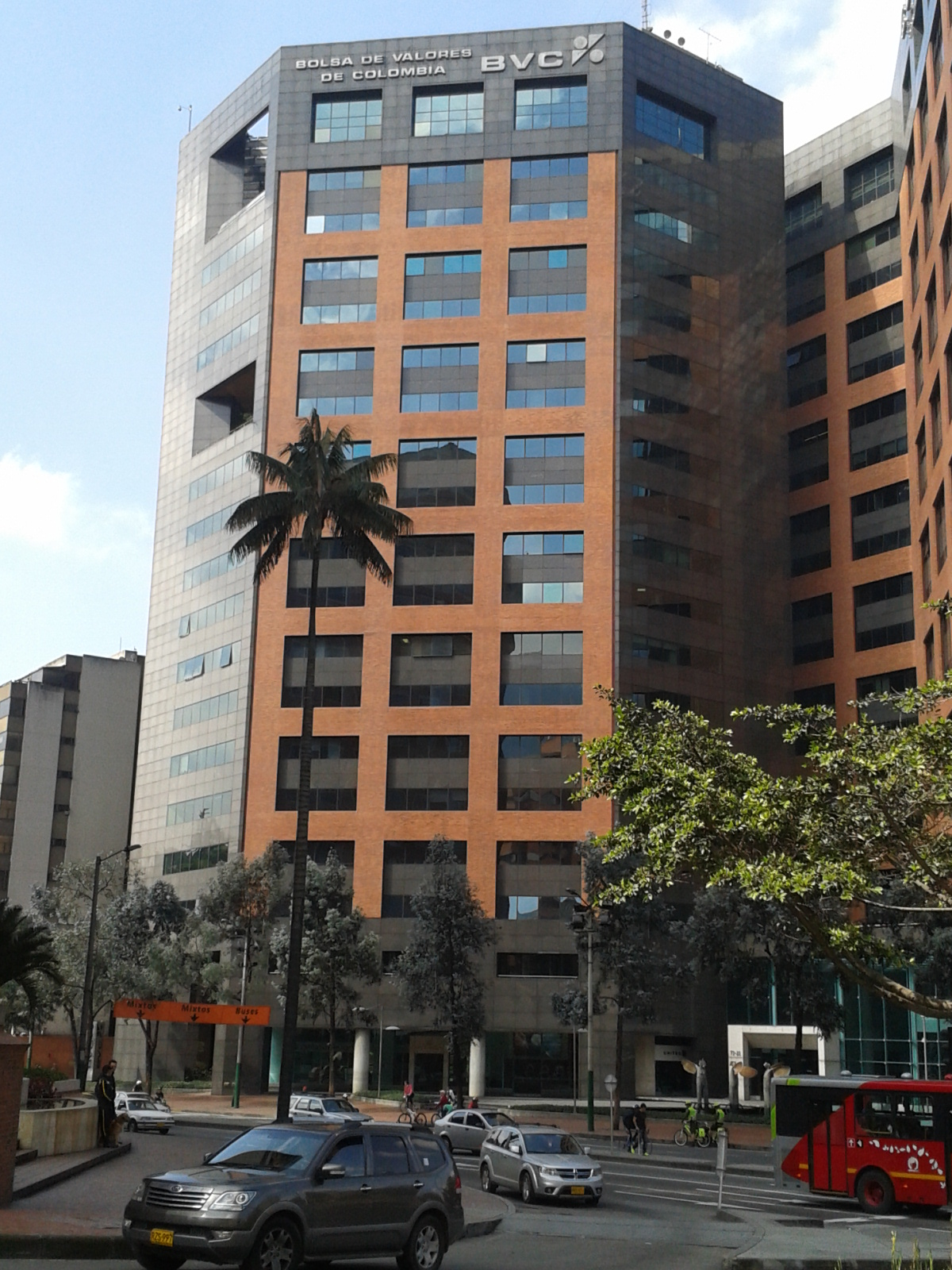
Gebäude der Bolsa de Valores de Colombia in Bogotá

Die Bolsa de Valores de Colombia (BVC) ist ein börslicher Handelsplatz der Wertpapierbörse von Kolumbien mit Sitz in Bogotá.
Die BVC entstand aus dem Zusammenschluss der Bolsa de Bogotá, gegründet 1928, der Bolsa de Medellín, gegründet 1961 und der Bolsa de Occidente, gegründet 1983 in Cali. 
Unter den südamerikanischen Börsen haben kolumbianische Aktien im Zeitraum der letzten zehn Jahre risikobereinigt die beste Entwicklung gezeigt. Da der bewaffnete Konflikt in Kolumbien vor allem auf dem Land stattfand, prosperierte die Wirtschaft in den vergangenen Jahren trotzdem. 2015 wuchs sie um 3,0 Prozent, 2016 wurde beim BIP ein Plus von 3,1 Prozent erwartet.

## Mitgliedschaften
- Sie ist Teil der Federación Iboamericana de Bolsas (FIAB)
- des Mercado Integrado Latinoamericano (MILA),[3] der auch die Börsen Bolsa de Comercio de Santiago (Chile), Bolsa Mexicana de Valores (Mexiko) und Bolsa de Valores de Lima (Peru), angeschlossen sind.[4]
- Des Weiteren gehört sie der World Federation of Exchanges an.[5]
- Sustainable Stock Exchanges Initiative

## Indizes
Die Aktien der BVC sind selbst in den Indizes COLCAP (Leitindex), COLEQTY, COLSC und COLIR gelistet.